# Billy (meuble)
Pour les articles homonymes, voir Billy.

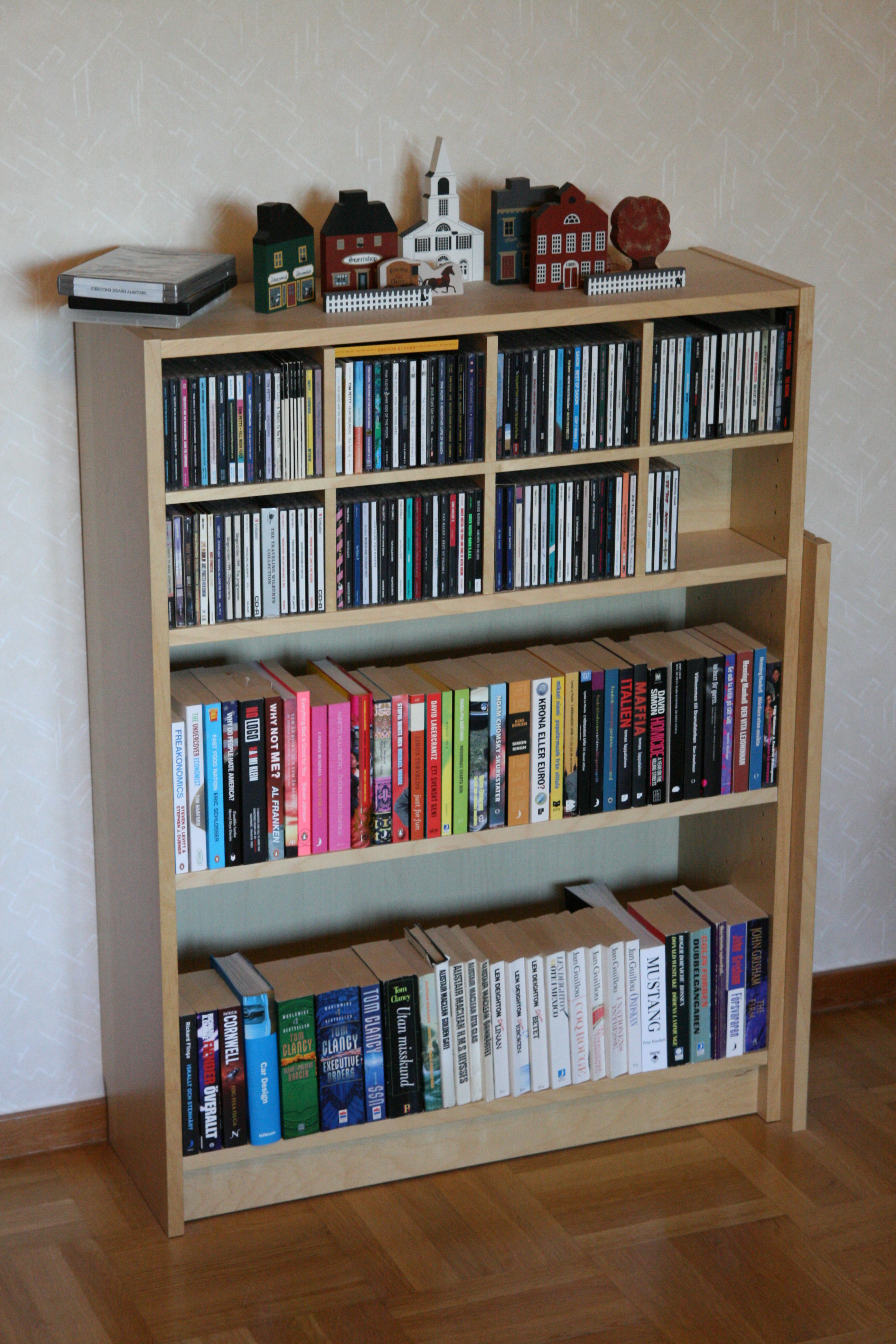
Une étagère Billy.

Billy, ou étagère Billy, est une gamme de bibliothèques en kit proposée par l'entreprise suédoise Ikea, commercialisée à partir de 1979. Son succès est foudroyant et perdure : Billy s'est vendue depuis à plus de 60 millions d'exemplaires.

## Conception
À la fin des années 1970, le responsable du catalogue Ikea, Billy Liljedahl, déplore auprès du fondateur de l'entreprise Ingvar Kamprad que la société fabrique des meubles de rangement pour diverses choses mais pas pour les livres. Celui-ci confie alors le dossier à Gillis Lundgren, son designer en chef, qui crée le meuble. C'est pourquoi ce meuble sera baptisé du nom de Billy dès l'origine de sa création. Gillis Lundgren dessine la bibliothèque sur une serviette de table. Il souhaite qu'elle soit « de forme discrète et néanmoins attrayante et intemporelle » Le meuble est ainsi créé en 1979.

## Description
Billy est une étagère « économique, fonctionelle et modulable » réalisée en panneaux de bois, qui peut tenir à plat dans un paquet. Le meuble est simple : pas de porte vitrée ni de décorations. En revanche il est solide, disponible en plusieurs teintes ou types de bois et en plusieurs tailles. En somme, il répond aux besoins des appartements modernes, cernés par Gillis Lundgren : « Une bibliothèque est typiquement le genre de meuble qu’on veut pouvoir agrandir plus tard, quand on aura plus de livres. Vous voulez donc être sûr qu’il y aura encore moyen de l’acheter. » Plus tard la bibliothèque est enrichie par des serres livres ou encore des présentoirs. Pour les 30 ans de Billy, Ikea édite un modèle décoré de planches de manga, Bjästa, ou des vers de Shakespeare, Jäder.

## Succès et icône
Le prix de l'étagère Billy baisse depuis sa création pour atteindre 39,90 € en 2022. Le meuble est un succès commercial: 41 millions d'exemplaires sont déjà vendus en 2009, 60 millions en 2022. Un exemplaire est acheté toutes les 6 secondes, ce qui en ferait « le meuble le plus partagé de la planète ». Son statut d'icône du design populaire ou démocratique est souligné par une publication chez Albin Michel, Billy le kit, avec les contributions de plusieurs personnalités.